# Новий Антуноваць
Новий Антуноваць (хорв. Novi Antunovac) — населений пункт у Хорватії, у Вировитицько-Подравській жупанії у складі громади Шпишич-Буковиця.

## Населення
Населення за даними перепису 2011 року становило 101 осіб.
Динаміка чисельності населення поселення:

## Клімат
Середня річна температура становить 11,70 °C, середня максимальна – 26,32 °C, а середня мінімальна – -5,29 °C. Середня річна кількість опадів – 792 мм.
| Клімат поселення                              | Клімат поселення | Клімат поселення | Клімат поселення | Клімат поселення | Клімат поселення | Клімат поселення | Клімат поселення | Клімат поселення | Клімат поселення | Клімат поселення | Клімат поселення | Клімат поселення | Клімат поселення |
| Показник                                      | Січ.             | Лют.             | Бер.             | Квіт.            | Трав.            | Черв.            | Лип.             | Серп.            | Вер.             | Жовт.            | Лист.            | Груд.            |                  |
| Середній максимум, °C                         | 6,02             | 8,14             | 12,81            | 17,46            | 23,02            | 26,32            | 25,69            | 25,28            | 20,32            | 15,44            | 9,96             | 4,94             |                  |
| Середня температура, °C                       | 0,36             | 2,50             | 7,18             | 11,80            | 17,38            | 20,69            | 22,18            | 21,74            | 16,79            | 11,90            | 6,45             | 1,43             |                  |
| Середній мінімум, °C                          | −5,29            | −3,16            | 1,52             | 6,16             | 11,73            | 15,03            | 18,66            | 18,22            | 13,28            | 8,40             | 2,94             | −2,09            |                  |
| Норма опадів, мм                              | 47               | 42               | 50               | 63               | 74               | 92               | 76               | 79               | 68               | 67               | 77               | 57               |                  |
| Середньомісячна швидкість вітру, м/с          | 2.20             | 2.50             | 2.80             | 2.70             | 2.40             | 2.20             | 2.15             | 1.91             | 2.00             | 2.02             | 2.20             | 2.20             |                  |
| Середньомісячна сонячна радіація, кДж/м²·день | 4096             | 6878             | 10762            | 15224            | 19423            | 21247            | 22130            | 19762            | 14482            | 8972             | 4649             | 3394             |                  |
| --------------------------------------------- | ---------------- | ---------------- | ---------------- | ---------------- | ---------------- | ---------------- | ---------------- | ---------------- | ---------------- | ---------------- | ---------------- | ---------------- | ---------------- |
| Джерело:                                      |                  |                  |                  |                  |                  |                  |                  |                  |                  |                  |                  |                  |                  |